# 風神の邪教
『風神の邪教』（ふうじんのじゃきょう、原題：英: Spawn of the Winds）は、イギリスのホラー小説家ブライアン・ラムレイによるファンタジー小説。クトゥルフ神話の1つ。長編シリーズ『タイタス・クロウ・サーガ』6部作の第4作。1978年に執筆され、2014年に邦訳刊行された。
カバーイラストは鈴木康士。推薦文は荒山徹。解説は鵺沼滑奴（翻訳者夏来健次の変名）。
主人公のハンク・シルバーハットは、シリーズ第1作『地を穿つ魔』でわずかに言及があった人物。シリーズ第4作に至り、ついにタイタスが出てこなくなり、ジャンルが異世界転移のファンタジーとなった。ラムレイは短編に『Born of the Winds』という作品があり、イタカの息子が登場する。このアイデアを長編としたのが本作である。

## あらすじ・構成
四部構成。各部は章分けされている。時系列としては『地を穿つ魔』の13章と同時期の出来事にあたる。
ハンクは1月22日に消息を絶ち、6月3日にフアニータに交信をとる。この期間の出来事が一部から三部までにあたり、36時間ほどで伝えた。交信は6月5日午前10時に中断され、空白の後に翌6日午後2時に思念を送ってきた。第四部は最後の1日の出来事であり交信記録である。

## 序
アーカムミスカトニック大学のピースリー教授は、秘密機関ウィルマース財団の指導者である。1966年、ウィルマース財団は、ハンク・シルバーハットを雇用する。彼は優れた行動力と頭脳とテレパシー能力を活用し、対風神作戦＜イタカ・プロジェクト＞の隊長として、カナダ・北極圏の調査に奔走する。またフアニータ・アルバレスという後方要員がおり、彼女は「ハンク・シルバーハットとのみ」思念を通じ合うことができた。
1969年1月22日。ハンクたちの乗った調査機が消息を絶つ。ハンクが見た光景を、テレパシーを通じてフアニータも視認した。調査機は風神イタカに襲われ、通信が断たれた。また調査機には、なぜかハンクの妹トレイシーも同乗していた。彼らの行方は杳として知れず、フアニータは財団を辞めて故郷に帰る。
5月下旬。フアニータが大学に戻ってくる。彼女は憔悴しており、また誰かと交信しているようである。ESPチームの一人が、フアニータに思念を送っているのはハンクであり、さらに彼の居場所は地球上ではないと断言する。そして6月3日になると、フアニータは明瞭な波動を受信し始めるようになり、ピースリー教授は内容を記録する。

## 第一部

### 1-1：深淵の風
トレイシー・シルバーハットは兄の仕事内容を詳しく知らなかったが、兄が五芒星石を忘れて出かけて行ったために、届けにいき、そのまま調査機に同乗することになる。1969年1月22日、ハンク、トレイシー、フランクリン、ホワイト、セルウェイ、5人を乗せた調査機がマッケンジー山脈上空で巨神イタカに襲われる。五芒星石の加護による防御のもと、ハンクは機銃でイタカを攻撃するも、効かない。操縦席のセルウェイは死ぬ。イタカは調査機を掴んだまま浮上していき、乗員たちは意識を失う。
やがてボレア星の荒涼たる平原に不時着を果たす。風神は去り、4人は一ヶ月間も気を失っており、最初にトレイシーが目を覚ました。イタカの冷気の中で生きていられたのは、五芒星石の加護があったためである。

### 1-2：風の世界
4人全員が目を覚ます。イタカの影響で、男3人は体質が変わり、寒さへの免疫を獲得していた。またトレイシーだけが五芒星石を持つことが可能であり、イタカに汚染された男3人は五芒星石に触れると火傷をするようになっていた。
トレイシーは書類を読み、兄の仕事内容を学ぶ。またハンク、フランクリン、ホワイトは状況を整理して作戦会議をする。体質の変化は、イタカがわざと与えたものだと考えるべきだろう。やつの目的は何で、ここはどこなのだろうか。最終的な結論として、銃器と物資を持てるだけ持って、機を離れる決断をする。
遠目に、巨神イタカと崇拝者たちの姿が見える。彼らは飛行機やトラックの残骸でトーテム・ポールを作って崇拝の儀式を行っている。

### 1-3：風神の軍団
4人は調査機から脱出しようとするも、狼に騎乗した邪教徒たちに阻まれる。神官長はロシア人で、ここがボレアという世界であることを告げる。神官長は、トレイシーを連れて行くと言い、男3人には教団に加わるよう命令するが、ハンクは拒否する。神官長は力ずくにトレイシーを掴むが、五芒星石のパワーで火傷を負い、撤退する。

### 1-4：ボレア星の戦い
騎狼戦士隊が迫りくるが、銃で応戦して追い払う。
イタカは地球人をこの世界に連れてきているようだが、目的は何だろうか。ハンクたちはイタカとCCDについての基礎知識をおさらいする。イタカは全邪神の中で最も罰が軽かったといえる。宇宙では風の上を歩んでおり、地球でも限られた地域で行動できる。自由に動けるので、他の邪神を解放するという野望がある。人間の女性に子供を産ませるが、混血児を作るのも、侵略のための手段だろう。

### 1-5：雪の船団
敵が大軍でやって来る。エスキモー、インディアン、白人の混成、ざっと1200騎。やつらは巨大な橇に乗せたトーテムを破城槌に用いて、調査機の破壊を試みる。ハンクらは絶体絶命であったが、ホワイトは助けが来ると予知を告げる。
突如12隻の雪上船が現れ、邪教徒達と戦いを始める。彼らは北極熊を使役し、槍や剣などの武器で戦う。劣勢に陥った邪教徒達は退却する。

## 第二部

### 2-1：風の巫女
台地軍の戦士コターナが、インディアンの言語で話しかけてきたために、フランクリンが応じる。風の巫女アルマンドラの魔術は、神官どもを上回っている。彼女はイタカの娘であり、父神と敵対しているという。ハンクたちは、台地軍の船に招かれ、乗船する。

### 2-2：ノーザン将軍の船上にて
ノーザン将軍は、ハンクたちの態度がアルマンドラ女王に不敬であると見下す。ハンクはノーザンに嫌悪感を覚える。一方のアルマンドラは、ハンクたちを勇敢と評する。3人で鼎立膠着するも、アルマンドラが場を治め、彼女は風を召喚して船団を台地に帰港させる。
アルマンドラはそのうち婿を取って子供をもうけるだろう。だがそれは愛などではなく、イタカと戦う者の務めであると強調する。ノーザンは自分こそが婿であると、ハンクに対してマウントをとる。

### 2-3：長老会の広間にて
台地民およそ2万人が、高地の洞窟に居住区を作り暮らしている。彼らの人種は多種多様で、イタカによって「母なる星」＝地球から連れてこられた人たちと、それらの子孫であり、数千年にわたり、邪教団と戦い続けている。だが彼らが邪教団に勝てるようになったのはごく最近、アルマンドラが女王に即位してからのことである。アルマンドラは父神に反逆し、風神は姫君を取り戻そうとしている。
ハンクたちが長老会に謁見する傍らで、アルマンドラは千里眼の力を使っていた。彼女はイタカに関わることを遠隔視することができ、イタカが神殿にて任務に失敗した神官長を罰する光景を幻視していたが、彼女の精神波をテレパシーでハンクもまた受信する。

### 2-4：「この男をわたしの部屋に！」
テレパシーを通じて、ハンクはアルマンドラ&イタカと意識を通じ合わせ、三位一体となる。イタカは神官長を弄んだ末に惨殺し、アルマンドラは流れ込む幻視に邪悪なる興奮を覚え、ハンクも共有する。イタカはそのままアルマンドラに精神侵犯を試みるが、ハンクの意識がアルマンドラに助言し、難を逃れる。またトレイシーは、兄の影響で、自覚ないまま五芒星石をハンクに接触させ、イタカにダメージが伝導する。ここに至り、アルマンドラは初めてハンクと共鳴していることに気づく。テレパシーが終わり、意識は長老会の間に戻る。アルマンドラとハンクを除く者全員にとっては、全く理解できない出来事であった。
女王と長老たちは、五芒星石を持つトレイシーが傷一つ負っていない事実に驚愕する。ハンクは、妹が五芒星石への免疫を持っている理由を説明する。長老タコマは軍略に長けており、ハンクと情報共有をする。
ハンクは女王の居住区に迷い込み、全裸のアルマンドラに遭遇する。彼女の高慢な態度に刺激され、テキサス男のプライドのもと唇を奪う。

### 2-5：アルマンドラ、婿を選ぶ
アルマンドラはハンクに、先ほどのテレパシーについて確認をとる。ハンクは己の能力は自由自在なわけではなく制限があり、イタカやアルマンドラの異能の方がずっと異質で強力なパワーであると告げる。またアルマンドラは、ノーザン将軍は厄介な野望家であり、王への即位を狙っていると説明する。長老会もアルマンドラが子供をもうけることを望んでいる。
アルマンドラは両足をハンクに見せる。そこには「水掻き」を切除した手術痕があった。彼女の母は、地球から連れてこられて、イタカの子を産んだ。イタカの不在時に、台地軍が邪教団に攻撃を仕掛け、母は死に、保護された彼女は台地で育った。そして10歳になったとき、手術で異形の水掻きを取り除いた。やがてアルマンドラは父神の力を受け継いでいることを知り、風の巫女となる。説明を終えると、今度はアルマンドラの方からハンクに唇を重ねてくる。
ハンクは戦士としての訓練を受けることになる。トレイシーはアルマンドラの側近に抜擢される。フランクリンは古いインディアン研究を進める。神話によると、イタカは旧神に叛逆し、ボレアに封印されたが、脱走して今に至るという。
3ヶ月が経過したころ、アルマンドラが婿を選ぶ大会が催される。婿の権利は全男子にあるという。誇り高い女王は意中の男を示しておらず、また女王の伴侶になりたいと名乗りを上げてるのはノーザン将軍ただ一人である。ノーザンの演説によって皆の戦意はくじかれ、名乗りを上げる者は誰も出てこない。
アルマンドラが思念をハンクに送って来る。「このままだと長老会がノーザンを伴侶と決めてしまうが、まだ黙っているつもり？」ハンクが「貴女は子供ができたら夫をお払い箱にするつもりだろう。ぼくは好きな女性のちゃんとした夫になりたいのだ」と反論する。そして女王はついに本音を吐露し、ハンクは名乗りを上げる。トレイシーとホワイトは、それでこそハンクだと喝采する。

## 第三部

### 3-1：裏切り者ノーザン！
ハンクとノーザンは鎖の手錠で結びつけられ、手斧での決闘が始まる。筋力はハンク優位、ノーザンは戦いのプロであったが、ハンクは鎖を駆使することで勝利する。実はホワイトはハンクの勝利を予知しており、事前にアルマンドラに教えていた。婿に選ばれたことで、ハンクとアルマンドラは政務で一緒になることが増えたが、プライベートまで許されたわけではなかった。
数週間が経過し、威信を失ったノーザンが離反する。イタカはボレア星に戻って来ており、ノーザンは20人ほどの兵士を連れてイタカの神殿に向かい、機密を売って寝返る。ノーザンは去り際にトレイシーを誘拐してイタカへの貢物にするつもりであったが、誘拐は失敗する。

### 3-2：明日はくるのか？
新将軍ハンク・シルバーハットは、長老たちと作戦会議を行う。タコマは長老職から軍師役に移転し、防衛を固める。ノーザンは台地の弱点を知り尽くしており、そう遠くないうちに敵を統率して攻めてくるだろう。また、アルマンドラとハンクは結ばれる。
予知能力者のホワイトは不安を抱き、ハンクに吐露する。「くることがない明日」って予知できるものなのか？

### 3-3：嵐の前の静けさ
台地民たちが恐れる禁断の洞穴から、トレイシーが何千個もの五芒星石を見つけて来る。この穴こそ、かつてイタカが封じられていた場所だろう。熊を使役して石を運び出し、防衛に利用する。防壁に五芒星石を仕込んで結界を張り、また攻撃用に投石機も準備する。五芒星石に触れることができるのはトレイシーだけであるため、彼女には重労働であった。戦士団も臨戦態勢に入る。

## 第四部

### 4-1：敵軍襲来
戦争が始まる。風神の邪教軍は大軍であった。歩兵隊だけで20万。騎狼戦士団は、長さ2マイルの列が3層をなす。背後には神官たちとイタカが控える。やつらは、台地の雪上船団の港のゲートを破るつもりらしい。アルマンドラが風を起こし、港から帆船団を出撃させると、ゲートを閉じる。雪原では両軍による血みどろの戦が始まる。ノーザンの旗艦が港のゲートに突っ込んでくるが、ゲートには五芒星石が仕込まれていた。危険を察知したノーザンは船を急旋回させるも遅く、勢いのままにゲートに激突する。

### 4-2：台地を守れ
数か所から敵軍が潜入してきている。ノーザンの元部下たちには寝返る者もいるようだ。ノーザンの目的は、台地を陥落させること、最低でもアルマンドラとトレイシーを誘拐することである。失敗はイタカが許さない。
タコマが総指揮をとり、ハンクは女王を守りに行く。台地民軍は、麓に迫るイタカ軍に、採掘した石油を浴びせて焼き殺す。台地軍の船団は全隻が破壊され、船員もほとんどが討ち死にする。アルマンドラのもとに暗殺者が迫るも、ハンクが倒す。
敵の6神官は竜巻を起こし、台地にぶつけようとする。アルマンドラは魔法で天候を操作し、大雨と暴風で敵の術者と竜巻を打ち消し、雷を落として殺戮する。成果は大きかったが、力を使ったアルマンドラは消耗する。

### 4-3：風の戦い
戦況は台地軍優勢であり、イタカは怒りをあらわに動き出す。イタカの風に乗って、台地の頂を目指して、有人凧の群れが飛んでくる。着陸した敵兵は「己の手が焦げようが構わず」力ずくで防壁に埋め込まれた五芒星石を剥がし取ろうとする。イタカの恐怖支配は、ハンクの予想以上に強力なものであった。イタカは部下を容赦なく犠牲にすることで、五芒星石を除去していく。
結界破壊に成功したことで、イタカが自らやって来る。イタカは、厄介なトレイシーを殺してしまおうと、氷塊を投擲して攻撃してくるが、フランクリンがトレイシーを守る。イタカ、アルマンドラ、ハンクの3者はテレパシーで交信する。イタカはハンクを、巫女をただの人間の女にしようなど不敬と言う。アルマンドラは、たとえ神でもわたしから夫を奪うのは許さないと抵抗する。
イタカは神の力を振るい暴れる。もはや自軍の兵が巻き込まれようがおかまいなしである。イタカの攻撃でホワイトが死ぬ。だがホワイトは、槍の先端に五芒星石を装着することに成功しており、ハンクに託す。ハンクが投擲した槍はイタカの左眼を射抜き、イタカの頭部からは金色の溶岩のような脳漿がこぼれ落ちる。
アルマンドラは負傷したが生きている。イタカは傷を負って退却する。戦いは終結した。

### 4-4：最後の交信
ハンクは病室でコターナを見舞う。コターナはノーザンを討ち取っており、ハンクは彼の戦功を褒め、礼を述べる。
イタカはピラミッド神殿の上にしゃがみこみ、両手で頭を押さえつけている。安静を余儀なくされているようだ。だが、イタカはハンクを通じて、地球のフアニータを感知していたのである。ハンクもそれに気づき、標的を君に変えたんだと警告するが、ハンクとフアニータの交信は途切れる。
その後フアニータは3ヶ月ほど大学にとどまっていたが、交信が再開することはなく、五芒星石を持って帰郷し、結婚する。翌年3月、新婚旅行中のフアニータは、カナダで交通事故に遭い、夫と共に死亡した。突然局地的暴風雨に襲われ、車が投げ飛ばされたのだという。彼女は、新婚装束に似合わないためか、五芒星石のネックレスを身に着けていなかった。
ピースリー教授は、ハンクたちはいまだボレア星にいると確信し、記録を締めくくる。財団のテレパスチームはハンクとの交信を試みているが、成果はない。

## 登場人物
ハンク・シルバーハット
主人公。ウィルマース財団に所属するテレパス。イタカ・プロジェクト調査隊隊長。
テキサス州出身。長身で亜麻色の髪をもつ。勇敢で行動力に富むが、やや性急な性格。
数年前、彼の従兄弟がカナダの荒野で行方不明になっており、イタカによるものと確信を抱き、財団員として調査を行っている。
アルマンドラ女王の婿となり、また台地民軍の将軍に就任する。
アルマンドラ
ボレアの台地の女王。イタカが人間の女性に産ませた娘。赤毛の美女。
幼少時に反イタカ勢力に保護され、現在は彼らの盟主を務めている。人間性と、神の怒りという二面性を有する。力を使うとき、瞳が赤く変じる。風を起こすことで、雪上帆船団を操る。またイタカに関わることを遠隔視することができる。
イタカ
CCDの一柱。異名は風に乗りて歩むもの。風神（ウインド・ウォーカー）。真紅の眼をもつ巨人。旧神の結界によって、行動範囲が地球の北極圏とボレア星に限定されている。
トーテムとピラミッド神殿を構える。同族を増やす目的で、人間の女性と子供を作る。地球から人間を攫ってきて、配下の邪教集団<風の仔ら>に加えている。封印中の他の邪神たちよりも自由に動けるため、他の邪神たちの解放を企てている。
シリーズ第1作『地を穿つ魔』において、タイタスの館が崩落したのは、この邪神の眷属の仕業である。
ハスターとの関係性は全く出てこない。鵺沼滑奴は解説にて、ラムレイ版のイタカは既成観念の軛から独立した新イタカであると述べている。

### 地球・ウィルマース財団
- トレイシー・シルバーハット - ハンクの妹。勝気な美人。財団員ではなく、兄の仕事内容もほとんど知らなかった。イタカの影響から免れたために、ボレアでただひとり五芒星石に触ることができる。
- ジミー・フランクリン - イタカPJ隊員。インディアンであり、白人の血も引いている。多言語話者。銃の名手。トレイシーと親密になる。
- ポール・ホワイト - イタカPJ隊員。予知能力者。几帳面な性格。
- ディック・セルウェイ - イタカPJ隊員。操縦士。
- フアニータ・アルバレス - 財団調査員。後方支援要員の女性。メキシコ人。高等教育を受け、企業で通訳として働いていた。特殊なテレパスであり、ハンクとのみ思念を通わせることができる。
- ウィンゲート・ピースリー教授 - 財団統轄。ミスカトニック大学教授。

### ボレア星・台地民
- ノーザン将軍 - 台地民軍の将軍。多人種混血の屈強な男。王位を狙う野望家。傍若無人な振舞が民の不評を買う。
- チャーリー・タコマ - 長老会で最も若い男。地球生まれ。人種はショーニー族のインディアン。軍の参謀をしていたが、ノーザンが将軍に就任して全権を得ると、軍役を解かれ、長老会入りした。
- オウンタワ - 台地民のインディアンの首長の娘。純血のブラックフット族。アルマンドラの小間使い。ハンクたちの身辺の世話役となる。
- コターナ - 戦士。熊使い。人種はインディアン。トリンギット語が話せる。オウンタワの恋人。
- カスナッチ - 戦士。人種はインディアン。ハンク将軍付の衛兵。
- ゴサン・ハ - 戦士。人種はインディアン。ハンク将軍付の衛兵。

### ボレア星・邪教団
- ボリス・ジャコフ - イタカ教団<風の仔ら>の神官長。地球生まれのロシア人。キエフの大学で英語を教えるほどの知識人であったが、イタカに見いだされてボレアに来て、教団の最高位に上り詰めた。
- 6人の下位神官 - <風の仔ら>の神官たち。

### 用語
ボレア
３つの月がある世界。月は公転せず、一ヵ所に留まっている。仮に惑星と言われているが、真偽はわからない。
人種はまちまち。イタカが地球（母なる星）の北極圏からさらってきた人たちと、彼らの子孫である。
台地民の人口は2万人で、30年間で地球からボレア星に連れてこられた者がおよそ60人。台地に合流できる者はわずかで、大半は原野にとどまることを強いられている。これは逃げたらイタカに罰されるためである。イタカ軍は歩兵だけで20万人。
五芒星の石
邪悪を退けるアイテム。作中では、トレイシーのみが触れることができる。彼女以外は全員がイタカに毒されているので、五芒星石が脅威となっている。アルマンドラでさえ、あの石は忌まわしいという。触れた者は、骨が露出するほどの大怪我を負う。
ハンクらは正直なところ効果を信じていなかったが、そんなことはない驚異的なアイテムであった。物語冒頭でハンクが五芒星石を所持することを忘れていたのも、イタカの精神干渉を受けていたためと目される。
決戦前に、トレイシーが大量の石を発見したことで、台地の防備に用いられる。

## 収録
- 創元推理文庫『タイタス・クロウ・サーガ 風神の邪教』ブライアン・ラムレイ、夏来健次訳